# André Roubaud
André Roubaud (né André Senterre le 25 février 1901 à Courbevoie et mort le 28 février 1956 à Paris) est un compositeur, auteur, réalisateur et journaliste français.

## Biographie
André Senterre naît le 25 février 1901 à Courbevoie ; Son père Léon Senterre est correspondant des Théâtres.
Lauréat d'un deuxième accessit de composition au Conservatoire de Paris (classe de Charles-Marie Widor) en juillet 1924, André Roubaud devient compositeur de musique de scène au théâtre puis de musique de films au début du cinéma parlant dès 1929.
André Roubaud a réalisé un seul long métrage, Danton, produit par Pierre Guerlais et sorti en 1932. Un deuxième film annoncé à plusieurs reprises l'année suivante par la presse,, et par Roubaud lui-même n'a pas été mené à son terme sans que l'on en connaisse les raisons. Il s'agissait de transposer à l'écran La Glu, un roman de Jean Richepin de 1881 déjà adapté par plusieurs metteurs en scène à l'époque du muet, et en particulier par Paul Capellani, dont le film était sorti en novembre 1913 avec Mistinguett dans le rôle-titre. Ce n'est finalement qu'en 1938 que sortira la première version parlante du roman, avec Jean Choux comme réalisateur et Marie Bell comme principale interprète.
Après cet échec, André Roubaud quitte définitivement les plateaux de cinéma et se consacre désormais à son métier de journaliste et de rédacteur en chef dans divers journaux comme Comœdia, Marianne, L'Opéra ou Le Spectateur.
Au théâtre, on ne connait de lui qu'une seule œuvre, Les Eaux basses, qui sera donnée de décembre 1943 à mars 1944 à la Comédie des Champs-Élysées pour 100 représentations.
Il meurt le 28 février 1956 dans le 13e arrondissement de Paris, et, est inhumé au cimetière de Courbevoie.

## Carrière au théâtre

### Comme compositeur
- 1920 : La Femme et l'Ombre, mimodrame en 1 acte de Louis Roubaud[11], au théâtre de l'Œuvre (26 novembre)[12]

### Comme auteur
- 1943 : Les Eaux basses, pièce en 3 actes et 4 tableaux, à la Comédie des Champs-Élysées (16 décembre)[13]

## Carrière au cinéma

### Comme compositeur
- 1929 : Le Collier de la reine de Gaston Ravel et Tony Lekain[14]
- 1930 : Quand nous étions deux de Léonce Perret
- 1930 : Tarakanowa de Raymond Bernard[15]
- 1931 : Faubourg Montmartre de Raymond Bernard[16]
- 1932 : Ariane, jeune fille russe de Paul Czinner[17]
- 1932 : Grains de beauté de Pierre Caron

### Comme réalisateur
- 1932 : Danton